# Daniel Kurth

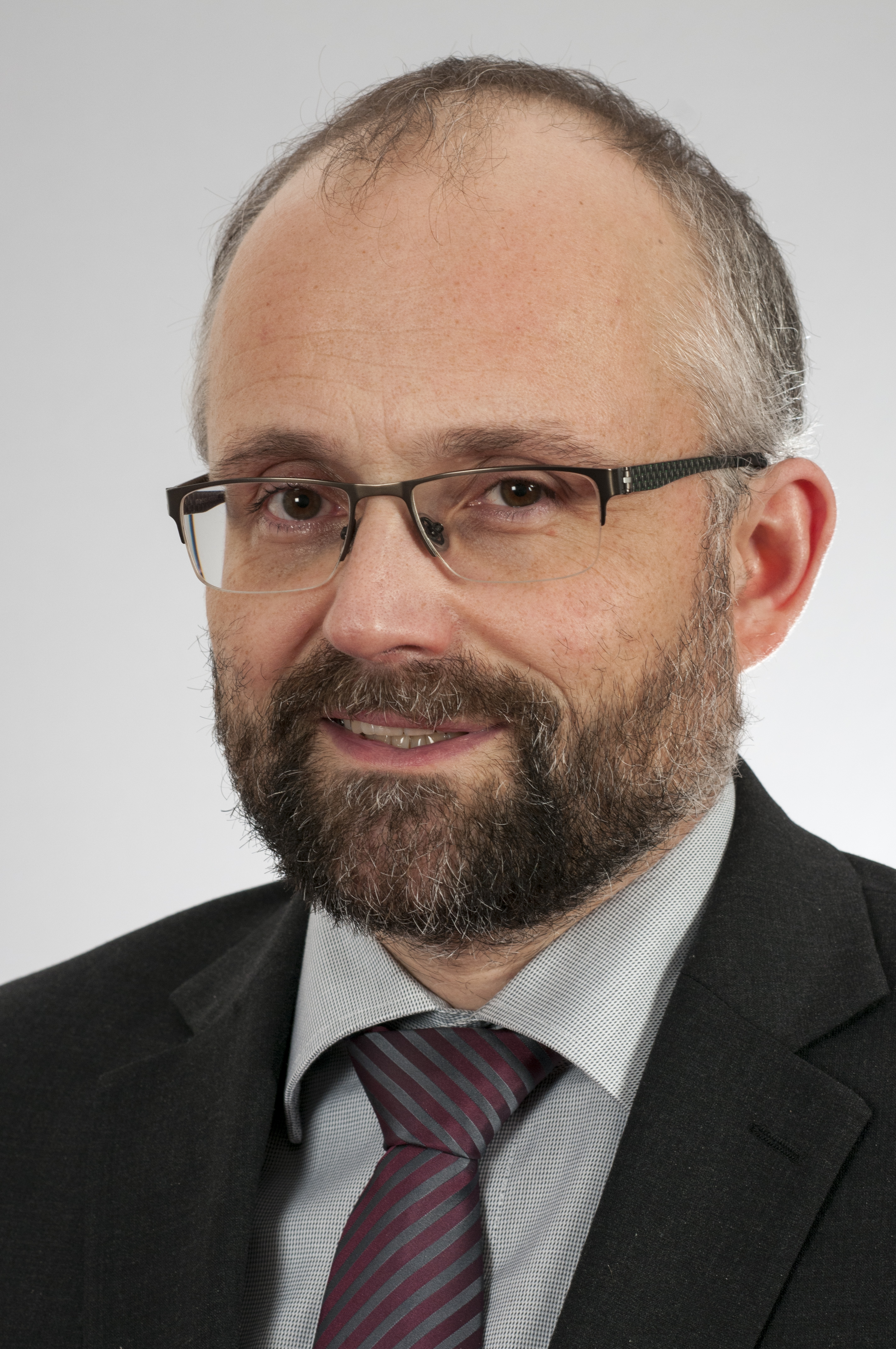
Daniel Kurth 2016

Daniel Kurth (* 27. Oktober 1973 in Eberswalde-Finow) ist ein deutscher Politiker (SPD). Er ist  Landrat des Landkreises Barnim.
Daniel Kurth übte nach der Schulausbildung und dem Zivildienst verschiedene Tätigkeiten im Dienst der Stadt Eberswalde aus. Nach einem berufsbegleitenden Studium mit Abschluss als Diplom-Verwaltungsbetriebswirt war er zuletzt in der Verwaltung des Landkreises Barnim tätig.
Kurth gehörte 1989 zu den Mitbegründern der Grünen Partei in der DDR. Er trat 1996 in die SPD ein. Von 2006 bis 2015 war Kurth Vorsitzender des SPD-Ortsvereins Eberswalde und von 2010 bis 2018 Vorsitzender der Barnimer SPD. Von 2014 bis zu seinem Amtsantritt als Landrat gehörte er der Stadtverordnetenversammlung Eberswalde an. Bei der Landtagswahl in Brandenburg 2014 errang er das Direktmandat im Landtagswahlkreis Barnim I. Innerhalb der SPD-Fraktion war der Innenpolitiker Arbeitskreisvorsitzender und stellvertretender Fraktionsvorsitzender. Im Landtag gehörte er als ordentliches Mitglied dem Ausschuss für Inneres und Kommunales an. Am 31. Juli 2018 schied er aus dem Brandenburger Landtag aus.
Am 4. Juli 2018 wurde er mit 33 von 54 Stimmen zum Landrat des Landkreises Barnim gewählt und gewann im ersten Wahlgang gegen Othmar Nickel (CDU). Dieses Amt trat er am 1. August 2018 an.